# Triumph Gloria
Triumph Gloria bezeichnet eine Reihe von Fahrzeugmodellen, welche die Triumph Motor Company von 1933 bis 1938 herstellte. Triumph warb mit dem Spruch "The Smartest Cars in the Land".

## Geschichte
Zwischen 1933 und 1938 stellte Triumph eine umfangreiche und verwirrende Modellreihe mit dem Namen Gloria her, die aus Limousinen, Coupés, Tourenwagen, zweisitzigen Sportwagen und Cabriolets bestand. Eine ungewöhnliche Karosserieform (Cross & Ellis) hatte das Modell "Golfer’s Coupé". Es hatte unter den Rücksitzen ein separates Fach für eine Golftasche. Diese konnte über eine seitliche Klappe in den Wagen geschoben werden.
Alle Wagen – mit Ausnahme der letzten beiden Modelle (1,5 Liter-Limousine und 14 (1767 cm³) und Six-Light-Limousine 1937/38) – wurden von Vierzylindermotoren mit 1087 cm³ oder 1232 cm³ Hubraum oder von Sechszylindermotoren mit 1467 cm³ oder 1991 cm³ Hubraum angetrieben, die von Coventry Climax konstruiert, mit gegengesteuerten Ventilen (oise) ausgestattet und von Triumph modifiziert und unter Lizenz nachgebaut wurden.

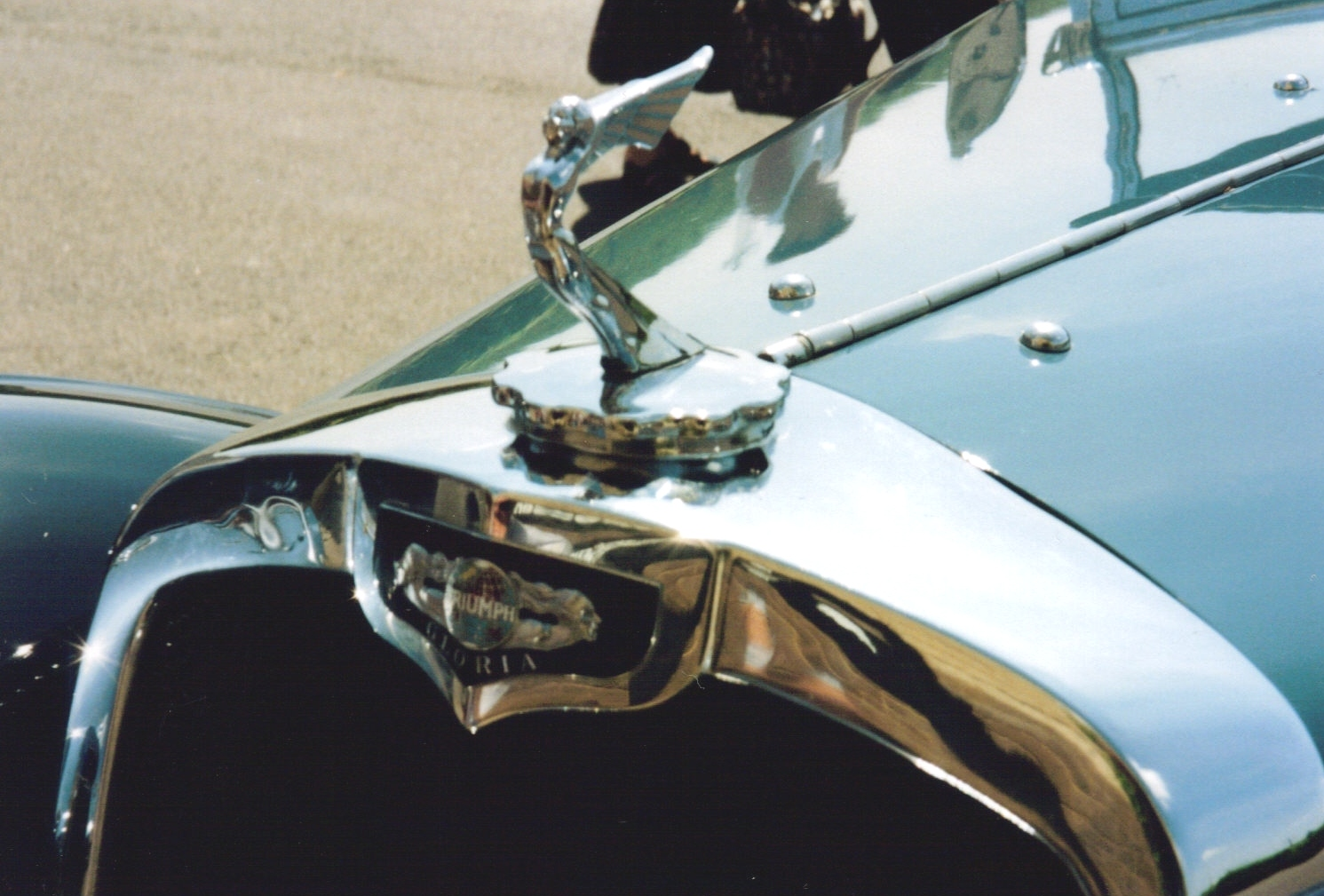
Gloria Emblem

Die Fahrgestelle waren in zwei Längen lieferbar; das längere hatte zusätzliche 203 mm vor dem Passagierraum zu bieten und war für die Aufnahme von Sechszylindermotoren konzipiert. Alle besaßen eine Radaufhängung an Starrachsen und halbelliptischen Blattfedern. Die hydraulischen Bremsen nach dem System Lockheed besaßen große Trommeln mit 305 mm Durchmesser. Es gab ein manuelles Vierganggetriebe, auf Wunsch mit Freilauf, um ohne Betätigung der Kupplung schalten zu können. Eine Synchronisation besaßen nur die letzten Modelle 14 und 1.5 Litre.

## Modelle

### Gloria '9,5' Four
Das kleinste Modell wurde 1933 vorgestellt (produziert bis 1938) und besaß einen Reihenvierzylindermotor mit 1087 cm³ Hubraum, Solex-Vergaser und 40 bhp (29 kW) bei 4000 min−1. Das Fahrgestell war in zwei unterschiedlichen Radständen – 2591 mm und 2743 mm – lieferbar. Die Wagen erreichten eine Höchstgeschwindigkeit von 106 km/h. Preise 285 £ – 295 £.

### Gloria Monte Carlo
Der Gloria Monte Carlo wurde von 1934 bis 1935 produziert. Er hatte die gleiche technische Basis wie der Gloria '9.5' Four. Als Motor diente ein 1232 cm³-Vierzylindermotor mit zwei Zenith-Vergasern. Der Motor leistet 48 bhp bei einer Drehzahl von 4750/min. Es wurden Stoßdämpfer von Hartford und später einstellbare von Andre verbaut. Die Handbremse wirkte direkt auf den Antriebsstrang. Der Preis betrug 325 £. Donald Healey errang mit einem stark modifizierten „Gloria Monte Carlo“ bei der Rallye Monte Carlo im Jahr 1934 der 3. Platz im Gesamtklassement.

### Gloria '10.8' Four
Der Gloria '10.8' Four wurde von 1935 bis 1937 produziert. Er hatte die gleiche technische Basis wie der Gloria '9,5' Four bzw. wie der Gloria Monte Carlo. Die Vierzylinder-Maschine hatte einen Hubraum von 1232 cm³ und leistete mit zwei Solex-Vergasern bestückt 46 bhp bei einer Drehzahl von 4600/min. Der Wagen hatte vier hydraulische Stoßdämpfer. Die Handbremse wirkte auf hinteren Bremstrommeln.

### Gloria-Vitesse Four
Der Gloria-Vitesse Four wurde von 1935 bis  1936 produziert und hatte die gleiche Spezifikation wie der Gloria '10.8' Four. Der Motor leistete 50 bhp bei 5000/min und hatte ein synchronisiertes Vierganggetriebe.

### Gloria Six

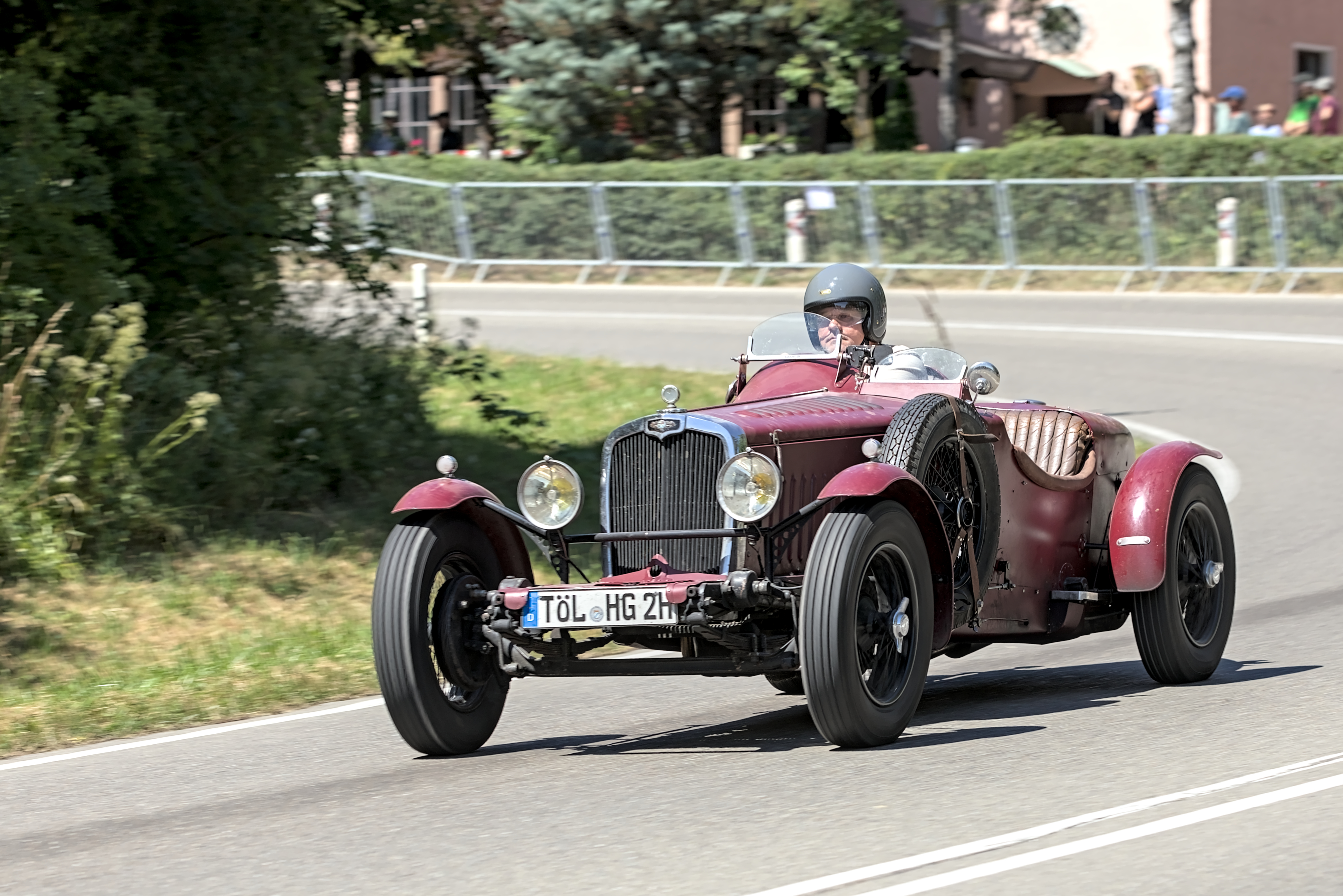
Triumph Gloria Six Special

Der Gloria Six wurde 1934 produziert. Er hatte die gleiche technische Basis wie der Gloria '9.5' Four. Als Motor diente eine Sechszylinder-Maschine mit 1476 cm³ Hubraum mit zwei Solex Vergasern und 44,7 bhp bei einer Drehzahl von 4000/min. Eine "Special"-Version lieferte 52 bhp bei 4600/min. Der lange Sechszylindermotor bedingte einen Radstand von 2946 mm.

### Gloria Six 15.7 hp
Als Nachfolger des Gloria Six wurde von 1935 bis 1936 das Modell Gloria Six 15.7 hp angeboten. Sein Sechszylinder-Reihenmotor hatte 1991 cm³ Hubraum und leistete mit zwei Solex-Vergasern in der Normalausführung 55 bhp (40 kW) bei 4500 min−1. Der Wagen erreichte eine Geschwindigkeit von 116 km/h.

### Gloria-Vitesse Six
Die Sportausführung ("Vitesse") des Gloria Six 15.7 hp lieferte 65 bhp (48 kW) bei 4750 min−1. Alle Fahrgestelle hatten 2946 mm Radstand. Der Gloria-Vitesse Six erreichte 127 km/h.

### Gloria 1 1/2-Litre
Der Gloria wurde nur 1937 produziert. Er hatte einen Vierzylindermotor mit 1496 cm³ Hubraum und einem SU-Horizontalvergaser. Der Preis betrug 285 £ bis 298 £.

### Gloria Fourteen
Der 1938 erhältliche große Vierzylinder hatte 1767 cm³ Hubraum mit einem oder zwei SU-Horizontalvergasern und leistete 65 bhp (48 kW). Die technische Basis des Wagens entsprach dem Gloria 1 1/2-Litre. Der Preis betrug 288 £.